# Котелюх Олег Дмитрович
Оле́г Дми́трович Котелю́х (нар. 19 червня 1979, Рівне, УРСР) — український футболіст захисник.

## Життєпис
У професійному футболі дебютував в 1996 році у складі рівненського «Вереса». У 1999 році перейшов у бориспільський «Борисфен» з яким пройшов шлях з другої ліги у вищу. У вищому дивізіоні дебютував 12 липня 2002 року в грі проти «Дніпра». Також запрошувався до молодіжної збірної України до відбіркового етапу у 2001 році. Всього в бориспільській команді провів шість з половиною сезонів, був капітаном.
Після того, як у «Борисфену» з'явилися проблеми з фінансуванням і клуб залишив вищу лігу, Котелюх перебрався в криворізький «Кривбас». У 2008 році захисник втратив місце в основному складі криворізької команди, і підписав контракт зі друголіговою «Зіркою». У кіровоградській команді ставав переможцем першості другої ліги. У 2010 році деякий час грав у охтирській команді «Нафтовик-Укрнафта» і вже в грудні того ж року поповнив склад «ФК Суми». З цією командою також пройшов шлях з другої ліги до першої, де у складі 5-и команд в цілому провів більше 200 матчів. Виводив сум'ян на поле з капітанською пов'язкою.
1 березня 2016 року став гравцем київського «Арсенала», але вже у вересні того ж року залишив команду.